# Osiedle Ostrów Tumski-Śródka-Zawady-Komandoria
Osiedle Ostrów Tumski-Śródka-Zawady-Komandoria – osiedle samorządowe Poznania (od 1 stycznia 2011 roku).

## Granice administracyjne
Osiedle Ostrów Tumski-Śródka-Zawady-Komandoria graniczy:
- z Osiedlem Główna (granica – ulica Studzienna, ulica Główna, ulica św. Michała)
- z Osiedlem Warszawskie Pomet-Maltańskie (granica – ulica św. Michała, ulica Komandoria, Jezioro Maltańskie)
- z Osiedlem Rataje (granica – Jezioro Maltańskie, ulica Jana Pawła II, ulica Berdychowo)
- z Osiedlem Stare Miasto (granica – rzeka Warta)
- z Osiedlem Stare Winogrady (granica – rzeka Warta)

## Podział
Podział w Systemie Informacji Miejskiej
Według Systemu Informacji Miejskiej Osiedle Ostrów Tumski-Śródka-Zawady-Komandoria jest podzielone na pięć jednostek obszarowych:
- Ostrów Tumski
- Śródka
- Święty Roch (częściowo)
- Zawady
- Komandoria (częściowo)

## Podział tradycyjny
- Ostrów Tumski
- Śródka
- Berdychowo
- Zawady
- Komandoria (częściowo)

## Adresy
- Siedziba Rady Osiedla
  - Ośrodek Szkolno-Wychowawczy dla Dzieci Niesłyszących, ul. Bydgoska 4a[1]
- Adres do korespondencji
  - Wydział Wspierania Jednostek Pomocniczych Miasta, ul. Libelta 16/20 61-706 Poznań, Osiedle Ostrów Tumski-Śródka-Zawady-Komandoria[1]

## Komunikacja
Osiedle obsługują tramwaje i autobusy MPK Poznań.